# NGC 7426
NGC 7426 este o galaxie situată în constelația Șopârla. A fost descoperită în 18 octombrie 1786 de către William Herschel. Se află la o distanță de 73,24 de megaparseci de Pământ.